# Majestic trancer feat. VERBAL
「majestic trancer feat. VERVAL」（マジェスティック・トランサー フィーチャリング・バーバル）は、日本のロックバンド、DOPING PANDAのシングル。2008年10月22日、gr8!recordsよりリリース。

## 解説
- 前作「beautiful survivor」より5か月ぶりのシングル。完全生産限定盤。
- 表題曲には、m-floのVERBALを迎えた。作詞・作曲・ヴォーカルと全般的に携わっている。
- 3曲目には、「無限大 DANCE LIVE from Tour 2008 "Dopamaniacs"」にて披露された、約30分にわたるメドレーのスタジオ音源を収録。そのため本シングルは「シングルなのにベスト盤!」と紹介されている。

## 収録曲
1. majestic trancer feat. VERBAL (m-flo) (3:46)
(作詞・作曲：Yutaka Furukawa, Tim Jensen, VERBAL(m-flo) / 編曲：DOPING PANDA, VERBAL)
2. chi chi pa pa (4:11)
(作詞・作曲：Yutaka Furukawa / 編曲：DOPING PANDA)
3. MUGENDAI DANCE TIME (29:18)
(全曲作詞・作曲：Yutaka Furukawa / 編曲：DOPING PANDA)
曲目：infinite dance / The Fire / YA-YA / Hi-Fi / I'll be there / call my name / Transient happiness / beautiful survivor / MIRACLE / Crazy